# 香港聖公會澳門傳道地區
聖公會澳門傳道地區是1998年4月26日成立的香港聖公會教省轄下的一個傳道地區，所轄地區為澳門。以「香港聖公會澳門區會」之名獨立法團組織註冊。

## 歷任傳道地區主教
- 第一任：鄺廣傑榮休大主教（1998年-2006年）
- 第二任：鄺保羅榮休大主教（2007年至2020年）
- 第三任：陳謳明大主教（2021年至今）

## 傳道地區的資料
- 傳道地區成立年份：1998年4月26日
- 現任傳道地區主教：陳謳明大主教
- 現任傳道地區總幹事：范鍚強牧師
- 傳道地區首堂：澳門聖馬可堂
- 傳道地區辦事處地址：澳門水坑尾醫院橫街4號花都大廈一樓A室（郵寄地址：澳門白馬行53號）

## 傳道地區簡介
聖公會澳門傳道地區乃繼承聖公會港澳教區的事工，直至1998年成立教省後，分列為澳門傳道地區，與香港島教區、東九龍教區及西九龍教區組成香港聖公會，為普世聖公宗第38個教省。
2000年聖公會澳門傳道地區辦事處正式成立。
教省成立前，港澳教區積極發展澳門的福音聖工，並組織澳門事工發展委員會，專注澳門的事工策劃和執行。
隨教省的成立，傳道地區按憲制組織臨時議會，讓更多澳門的聖公會平信徒參與建立教會。而第一次臨時議會於2001年7月15日於澳門聖馬可堂舉行。
現時聖公會澳門傳道地區共有五所聖堂兩所學校及十多個社會服務單位。
澳門傳道地區於2019年展開考慮成立教區歷程，當年10月舉行的傳道地區第十屆臨時議會，常備委員會通過「尋求總議會常備委員會支持成立澳門傳道教區」，同年12月傳道地區致函大主教表達成為傳道教區的意願。同年12月10日，第八屆總議會常備委員會在舉行第二次會議上討論了澳門傳道地區的請求，以及審閱有關成立籌備委員會的建議，委員同意成立澳門傳道教區，並為此設立籌委會。 
澳門傳道教區成立籌委會，由大主教及教省總議會的主要職位及所有澳門傳道地區堂校社服的負責人組成，負責統籌澳門傳道教區成立一切事項、協調各小組委員會的工作進度，定時向教省常備委員會匯報、向教省常備委員會建議澳門傳道教區成立之合適時間、由教省常備委員會委任的其他有關澳門傳道教區成立之工作。
目前，傳道地區正以「澳門聖公會」法人身份處理在澳門立法的程序，同時在整理「聖公會澳門教區」憲章規例，當教省總議會及澳門臨時議會通過教區憲章規例文稿之後，澳門聖公會教區、牧區、團體行事方式就會依據這憲章規例來進行

## 傳道地區臨時議會
傳道地區臨時議會轄下設有多個委員會，負責不同的工作，由臨時議會經選舉產生。
委員會包括：
- 常備委員會 Standing Committee
- 財政委員會 Finance Committee
- 憲章規例委員會 Constitution and Canons Committee
- 事務委員會 Service Committee
- 提名委員會 Nominating Committee

各委員會將以不同渠道定期或不定期向大主教及傳道地區臨時議會作工作滙報。

## 牧區及傳道區

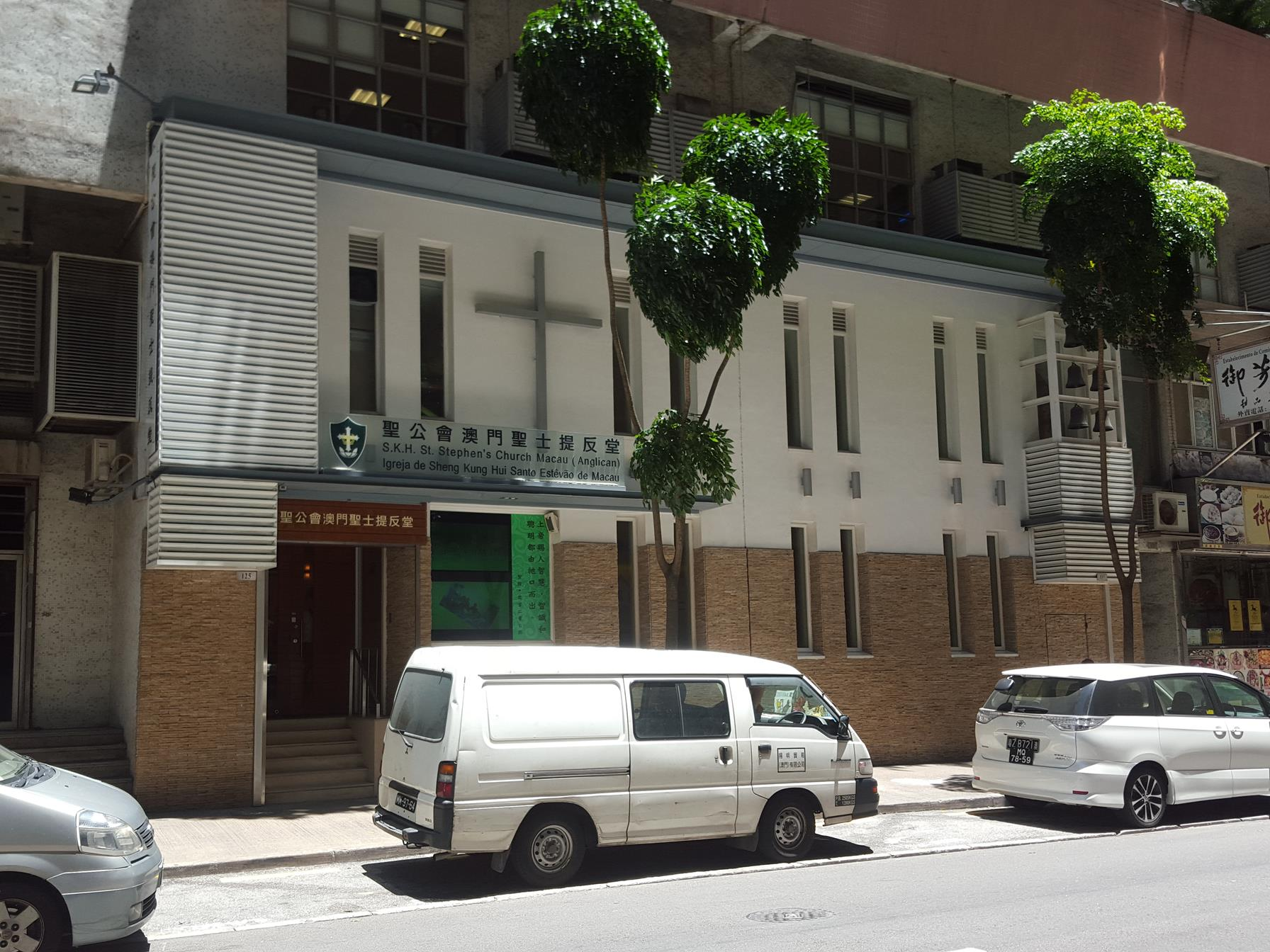
聖士提反堂

澳門傳道地區包括五間教堂，當中只有一個牧區，其餘四間都是傳道區組成。
牧區
- 澳門聖馬可堂

傳道區
- 馬禮遜堂（英語）
- 澳門聖士提反堂
- 澳門聖保羅堂

## 辦學
另座落於澳門傳道地區有數間聖公會學校。
1. 聖公會（澳門）蔡高中學中學部
2. 聖公會（澳門）蔡高中學小學部
3. 聖公會（澳門）蔡高中學幼稚園部
4. 聖公會（澳門）蔡高中學夜校部
5. 澳門聖公會中學 （页面存档备份，存于）
6. 聖公會小學
7. 聖公會小學幼稚園部

## 社會服務機構
1. 聖公會澳門社會服務處 （页面存档备份，存于）
  1. 聖公會學校輔導服務
  2. 聖公會北區青年服務隊
  3. 聖公會新動力-校園適應服務計劃
  4. 聖公會青年領袖發展中心
  5. 聖公會星願居
  6. 聖公會樂天倫-賭博輔導暨健康家庭服務中心
  7. 聖公會青年本色
  8. 聖公會氹仔青少年及家庭綜合服務中心
  9. 聖公會氹仔青年服務隊

## 外部連結
- 香港聖公會澳門傳道地區